# Bugge Wesseltoft
Jens Christian Bugge Wesseltoft (Porsgrunn, 1º febbraio 1964) è un musicista, pianista e compositore norvegese.
Oltre alla sua attività professionale di musicista jazz, Bugge Wesseltoft ha una propria etichetta musicale chiamata Jazzland Records. Nel 1990 lo stile di Wesseltoft ha subito un'evoluzione passando dalle tradizioni del jazz nordeuropeo (esemplificate dalle incisioni della casa discografica ECM), a una musica che viene chiamata "future jazz" o nu jazz. Ha suonato e inciso con, tra gli altri, Jan Garbarek, Lars Danielsson, Billy Cobham.
Nel 2016 assieme al contrabbassista Dan Berglund e al batterista Magnus Öström, entrambi già componenti degli E.S.T., forma un trio che prende il nome di Rymden (in svedese significa "spazio"). Musicalmente, le influenze del modern jazz sono state mescolate con musica classica come Johann Sebastian Bach così come musica da film e rock. Ci sono anche influenze della musica folclorica scandinava.
Il gruppo pubblica il suo primo album nel 2019.

## Premi e riconoscimenti
- 1996: Smugetprisen
- 1996: Spellemannprisen nella categoria Jazz, per l'album New Conception of Jazz
- 1997: il premio norvegese Kongsberg Jazz Award
- 1998: Spellemannprisen assieme a Sidsel Endresen nella categoria Jazz, per l'album Duplex Ride
- 1999: il premio Gammleng-prisen nella categoria Jazz
- 2002: Spellemannprisen assieme a Sidsel Endresen nella classe aperta, per l'album Out here, In there
- 2004: Buddyprisen, ricevuto da The Norwegian Jazz Forum
- 2012: Oslo Jazzfestival premio Ella-prisen

## Discografia

### New Conception of Jazz
- 1997: New Conception of Jazz
- 1998: New Conception of Jazz: Sharing
- 2001: New Conception of Jazz: Moving
- 2003: New Conception of Jazz Live
- 2004: New Conception of Jazz: Film Ing

### Sidsel Endresen & Bugge Wesseltoft (duo)
- 1994: Nightsong - Act
- 1998: Duplex Ride
- 2002: Out Here, in There - Jazzland

### Bugge Wesseltoft (come solista)
- 1997: It's Snowing on My Piano
- 2007: Im
- 2009: Playing

### Altre pubblicazioni
- 1990: Sagn con Arild Andersen
- 1990: I Took Up the Runes con Jan Garbarek
- 1990: Anno 1990 (Hot Club Records) con Oslo Groove Company
- 1991: Dating (Odin Records) con Talisman
- 1991: Live at Rockefeller con Jazzpunkensemblet
- 1993: Exile con Sidsel Endresen
- 1993: Tid con Tore Brunborg
- 1994: Vardøger (Odin Records) con Talisman
- 1996: Nordic con Billy Cobham
- 1997: Thirteen Rounds con Jazzpunkensemblet
- 1997: Bitt con Audun Kleive
- 1998: Rites con Jan Garbarek
- 1999: Friday Sessions – Jazzland Sessions
- 1999: Saturday Sessions – Jazzland Sessions
- 1999: Sunday Sessions – Jazzland Sessions
- 1999: Billy Cobham presents Nordic – Off Color con Billy Cobham
- 2005: Cool Side of the Pillow con Michy Mano
- 2011: Duo con Henrik Schwarz
- 2012: Last Spring con Henning Kraggerud
- 2014 Norwegian Woods – Jazz at Berlin Philharmonic II con In The Country, Solveig Slettahjell e Knut Reiersrud
- 2016: Somewhere In Between: 1996-2016 20 Years 20 Tracks (raccolta)

### Come ospite su altri dischi
- 2001: Dreams That Went Astray con Jon Eberson Group
- 2001: Home con Beady Belle
- 2001: RevisitÈ con Erik Truffaz
- 2003: Cewbeagappic con Beady Belle
- 2005: Closer con Beady Belle
- 2006: "Beauty Came To Us In Stone" con Mungolian Jet Set

### Con i Rymden
- Reflections & Odysseys (2019), Jazzland Recordings
- Space Sailors (2020), Jazzland Recordings
- Live In Umeå’' (2020 – From a live performance at the Umeå Jazz Festival in October 2019)
- Valleys And Mountains (2023)